# مگیت
مگیت (به انگلیسی: Meggitt) شرکت خدمات مهندسی بریتانیایی است، که در زمینه ارائه سیستم‌ها و تجهیزات فناوری هوافضا و صنایع جنگ‌افزاری فعالیت می‌کند.
شرکت مگیت در سال ۱۹۴۷ در هلیفکس (یورکشایر غربی) تأسیس شد و در حال حاضر دفتر مرکزی آن در فرودگاه بورنموث، شهر دورست، در جنوب غربی انگلستان قرار دارد. بخشی از سهام این شرکت (LSE: MGGT) در بازار بورس لندن دادوستد می‌شود.